# 俞獻可 (端拱進士)
俞献可（？—？），字昌言，歙县人。

## 生平
先祖居住河间，永嘉之乱時遷徙至新安。端拱二年陈尧叟榜進士。历官吏部郎中、龙图阁待制。